# Marcial Arbiza
Marcial Arbiza Arruti (Urnieta, Guipúzcoa, 8 de julio de 1914 - San Sebastián, 11 de agosto de 1992) era un ingeniero industrial  y exfutbolista español, que jugaba en la demarcación de delantero.

## Biografía
Su educación comenzó en el colegio de los Maristas de San Bernardo de Irun compartiendo patio con otros futuros futbolistas como Ignacio Goyeneche (Real Sociedad de F. o Valencia C. F.). Tras la marcha de los religiosos en 1928 a Francia ingresó como alumno interno en el colegio de la misma congregación en Bayona. En otoño de 1930 marchó a Bélgica para estudiar Artes y Oficios.

## Trayectoria
Su carrera deportiva la inició en Francia en el transcurso de la guerra civil española en la fila del modestos equipos A.S. Hautmont, con el que pasó de competiciones regionales a Ligue 2 para pasar posteriormente al Excelsior de Roubaix.
Con el inicio de la Segunda Guerra Mundial, regresó a Irun junto con su esposa y dos hijos, con el supuesto interés de la Real Sociedad de F., aunque finalmente acabó fichando por la Real Unión Club (2.ª División) en la temporada 1939-1940. En la localidad fronteriza fue detenido por cuestiones políticas, concretamente bajo la acusación de haber rehuido el alistamiento, cuando a este lado de los Pirineos silbaban los obuses y llevado preso al Batallón de Trabajadores situado en campo de concentración de Miranda de Ebro.
Durante su reclusión, Patxi Gamborena gestionó su fichaje por el Deportivo Alavés que buscaba el ascenso a 2.ª División y cuyos directivos en su mayoría eran militares, que fueron quienes le permitieron jugar con el equipo pese a su reclusión. Arbiza (Aunque por cuestiones de su situación penal se hacía llamar Arruti) demostró, tras debutar el 27 de octubre de 1940 en Mendizorroza contra el Tolosa C.F. marcando un gol, ser un jugador letal anotando 58 goles en tan solo 17 partidos, marcando en varias ocasiones la cantidad de 6, 5 y 4 goles por partido. El equipo finalmente consiguió el ascenso al clasificarse segundo por detrás de la A.D. Ferroviaria, en la liguilla de ascenso. La capacidad goleadora del delantero guipuzcoano le permitió fichar por el Real Madrid C. F. (1.ª División) para disputar al finalizar la temporada liguera la Copa del Generalísimo.
En el conjunto merengue disputó dos temporadas anotando 17 goles en 19 partidos llegando a ser subcampeón de liga en 1942, y subcampeón de Copa del Generalísimo en 1940 y en 1943.
En verano de 1943 fichó por la recién ascendida Real Sociedad de F. (1.ª División). Permaneciendo en Atocha durante tres temporadas, todas ellas con Benito Díaz en el banquillo, viviendo el descenso a 2.ª División (1943-1944).
Finalmente, disputó su última temporada en activo en el Real Unión Club (3.ª División), regresando de esta manera a la misma localidad donde fue detenido a su vuelta a España.

## Estadísticas

### Clubes
Datos actualizados a fin de carrera deportiva.
Previo a su etapa profesional en el fútbol español, comenzó su carrera en Francia en la Association Sportive Hautmontoise —equipo amateur que fue escalando por el recientemente organizado fútbol profesional galo— y posteriormente en el Excelsior Athlétic Club de Roubaix. Desafortunadamente, al igual que sucedió con muchos otros extranjeros al comienzo de la andadura profesional francesa, muchos fueron obviados y no constan sus datos estadísticos. Antes, en la temporada 1934-35 disputó algunos partidos con el Deportivo Alavés, y años antes en el Real Unión Club de Irún, si bien fueron todos de carácter amistoso. Después de abandonar el fútbol, obtuvo el carnet de entrenador regional en San Sebastián en el año 1949 y de entrenador nacional en 1950 en Burgos, aunque nunca llegó a ejercer como tal.
| Club               | Temporada     | Div.          | Liga  | Liga  | Copa  | Copa  | Regional    | Regional    | Total | Total | Media goleadora |
| Club               | Temporada     | Div.          | Part. | Goles | Part. | Goles | Part.       | Goles       | Part. | Goles | Media goleadora |
| ------------------ | ------------- | ------------- | ----- | ----- | ----- | ----- | ----------- | ----------- | ----- | ----- | --------------- |
| A. S. Hautmontoise | 1935-36       | Amt.          | ?     | ?     | ?     | ?     | Inexistente | Inexistente | ?     | ?     | ?               |
| A. S. Hautmontoise | 1936-37       | 3.ª           | ?     | ?     | ?     | ?     | Inexistente | Inexistente | ?     | ?     | ?               |
| A. S. Hautmontoise | 1937-38       | 2.ª           | ?     | ?     | ?     | ?     | Inexistente | Inexistente | ?     | ?     | ?               |
| Excelsior A. C.    | 1938-39       | 1.ª           | ?     | ?     | ?     | ?     | Inexistente | Inexistente | ?     | ?     | ?               |
| Real Unión Club    | 1939-40       | 2.ª           | ?     | ?     | —     | —     | 1           | 1           | 1     | 1     | 1               |
| Deportivo Alavés   | 1940-41       | 3.ª           | 17    | 58    | —     | —     | Inexistente | Inexistente | 17    | 58    | 3.41            |
| Real Madrid C. F.  | 1940-41       | 1.ª           | —     | —     | 2     | 3     | Inexistente | Inexistente | 2     | 3     | 1.50            |
| Real Madrid C. F.  | 1941-42       | 1.ª           | 11    | 9     | 6     | 9     | Inexistente | Inexistente | 17    | 18    | 1.06            |
| Real Madrid C. F.  | 1942-43       | 1.ª           | 8     | 8     | —     | —     | Inexistente | Inexistente | 8     | 8     | 1               |
| Total club         | Total club    | Total club    | 19    | 17    | 8     | 12    | 0           | 0           | 27    | 29    | 1.07            |
| Real Sociedad      | 1943-44       | 1.ª           | 7     | 1     | 4     | 2     | Inexistente | Inexistente | 11    | 3     | 0.27            |
| Real Sociedad      | 1944-45       | 2.ª           | 18    | 9     | 4     | 1     | Inexistente | Inexistente | 22    | 10    | 0.45            |
| Total club         | Total club    | Total club    | 25    | 10    | 8     | 3     | 0           | 0           | 33    | 13    | 0.39            |
| R. U. C. Irún      | 1945-46       | 3.ª           | 5     | 1     | —     | —     | Inexistente | Inexistente | 5     | 1     | 0.20            |
| R. U. C. Irún      | 1947-48       | 3.ª           | 8     | 9     | —     | —     | Inexistente | Inexistente | 8     | 9     | 1.13            |
| Total club         | Total club    | Total club    | 13    | 10    | 0     | 0     | 0           | 0           | 13    | 10    | 0.77            |
| Total carrera      | Total carrera | Total carrera | 74    | 95    | 16    | 15    | 1           | 1           | 91    | 111   | 1.22            |
| 1. 2. 3. 4.        |               |               |       |       |       |       |             |             |       |       |                 |